# سالم الدهام
سالم الدهام (به انگلیسی: Sam Oldham) ژیمناست زادهٔ ۱۷ فوریهٔ ۱۹۹۳ میلادی اهل کشور بریتانیا است.